# Sufrimiento espiritual
Sufrimiento espiritual es un conflicto en el sistema de creencias de una persona. Como diagnóstico de enfermería aprobado, el sufrimiento espiritual está definido como "un conflicto en los principios vitales que modifica el modo de ser de una persona y que integra y trasciende una naturaleza biológica y psicológica."

## Diagnóstico enfermero
Las siguientes manifestaciones de sufrimiento espiritual son parte de los registros abstractos albergados por LearnWell Resources, Inc de los estudios de Mary Elizabeth O'Brien y es usado como una Guía de manejo espiritual cuando se presentan alteraciones en la integridad espiritual. El diagnóstico de sufrimiento espiritual está definido por algunos de los siguientes indicadores: dolor espiritual, alienación espiritual, ansiedad espiritual, sentimiento de culpa espiritual, pérdida espiritual y desajuste espiritual.
Siete manifestaciones del sufrimiento espiritual:

- "Diagnósticos enfermeros: dolor espiritual, evidenciado por expresiones de incomodidad debido al sufrimiento de la relación personal con Dios, verbalización de sentimientos de escasa o nula satisfacción espiritual, y/o una falta de paz en técnica de cada uno con su creador.

- Diagnósticos enfermeros: alienación espiritual, evidenciado por expresiones de soledad o sentimientos de que Dios está muy lejos y desaparecido de la vida del individuo.

- Diagnósticos enfermeros: ansiedad espiritual, evidenciado por la expresión de miedo al castigo o venganza de Dios; miedo a que Dios no cuide del individuo, bien sea en la actuadad o en el futuro y/o preocupación de que Dios esté descontento con el trato del individuo.

- Diagnósticos enfermeros: culpabilidad espiritual, evidenciado por expresiones que sugieren que el individuo ha fallado en la consecución de sus actos previstos y/o ejecutados para complacer a Dios.

- Diagnósticos enfermeros: enfado espiritual, evidenciado por la expresión de frustración con Dios por haber hecho al individuo enfermar o hacerle enfrentarse a otras pruebas, comentarios sobre la impotencia de Dios, y/o calificaciones negativas de las instituciones religiosas y/o sus ministros o dadores de cuidados espirituales.

Los indicadores (dolor, alienación, ansiedad, culpabilidad, perdida, y desequilibrio) deben o pueden estar presentes en la definición de características del sufrimiento espiritual.

## Ejemplo de plan de cuidados
RNCentral.com da un ejemplo de plan de cuidados en Sufrimiento espiritual.